# Mebibit
Mebibit (Mibit) es una unidad de información utilizada como un múltiplo del bit. Equivale a 220 bits.

## Visión general del megabit y mebibit
El mebibit está estrechamente relacionado con el megabit (Mbit). Mebibit y megabit no son sinónimos pero suelen usarse incorrectamente como si lo fueran, aunque en realidad tienen valores diferentes:
- Mebibit = 1 048 576 (220) bits.
- Megabit = 1 000 000 (106) bits.

Los dos números están relativamente cercanos, pero el confundir uno con otro ha llevado ocasionalmente a problemas aún discutidos por la comunidad informática. (Ver: Prefijos binarios y Prefijos del SI para más información)

## Historia
Su nombre proviene de la contracción de mega binary bit.[cita requerida]
Forma parte de la norma ISO/IEC 80000-13, antiguamente IEC 60027-2.

## Tabla de unidades
| Prefijo             | Símbolo del prefijo | Nombre resultante del prefijo + bit | Símbolo del múltiplo del bit | Factor y valor en el ISO/IEC 80000-13   |
| ------------------- | ------------------- | ----------------------------------- | ---------------------------- | --------------------------------------- |
| Valor de referencia |                     | bit                                 | bit                          | 20 = 1                                  |
| Kibi                | Ki                  | Kibibit                             | Kibit                        | 210 = 1024                              |
| Mebi                | Mi                  | Mebibit                             | Mibit                        | 220 = 1 048 576                         |
| Gibi                | Gi                  | Gibibit                             | Gibit                        | 230 = 1 073 741 824                     |
| Tebi                | Ti                  | Tebibit                             | Tibit                        | 240 = 1 099 511 627 776                 |
| Pebi                | Pi                  | Pebibit                             | Pibit                        | 250 = 1 125 899 906 842 624             |
| Exbi                | Ei                  | Exbibit                             | Eibit                        | 260 = 1 152 921 504 606 846 976         |
| Zebi                | Zi                  | Zebibit                             | Zibit                        | 270 = 1 180 591 620 717 411 303 424     |
| Yobi                | Yi                  | Yobibit                             | Yibit                        | 280 = 1 208 925 819 614 629 174 706 176 |

1. El símbolo del bit en el estándar ISO/IEC 80000-13, es bit y se escribe siempre en minúscula.[5]
2. Los valores son en bit, no existe confusión con byte.
3. Para hacer una conversión de bit a byte, dividir la cantidad de bits por 8. Ejemplo: 
 * 1 048 576 mebibit / 8 = 131 072 kibibyte.

## Curiosidades
Sobre los años 1980 y 1990, los fabricantes de videojuegos presumían de la cantidad de RAM interna en sus cartuchos, como reclamo publicitario (en megabits).
- Un megabit (Mbit) equivale a 125 kilobytes, mientras que 8 (Mbit) equivalen 1 megabyte de RAM donde la consola del equipo puede ejecutar las instrucciones necesarias.

1. Entiéndase que se habla de megabits, no de mebibits.